# Brachymyrmex luederwaldti
Brachymyrmex luederwaldti é uma espécie de inseto do gênero Brachymyrmex, pertencente à família Formicidae.